# Bougainville (restaurant)
Bougainville is een restaurant in Amsterdam. De eetgelegenheid heeft sinds 2019 een Michelinster.

## Locatie
Het restaurant is gelegen aan de zuidoostkant van de Dam, op de hoek van het Rokin. Sociëteitsgebouw Gebouw Industria huisvest hotel TwentySeven met in de plint het bijhorende restaurant Bougainville. Het hotel en de eetgelegenheid staan los van de sociëteit. Het pand uit 1916 werd ontworpen door Foeke Kuipers en in 2017 gerestaureerd voor het hotel en restaurant introkken.

## Geschiedenis

### Opening
In 2017 opende hotellier Eric Toren het vijfsterrenhotel TwentySeven, vernoemd naar het huisnummer waarop de zaak is gevestigd. Pascal Jalhay werd de chef-kok van het nieuwe restaurant, hij deed ervaring op bij onder andere sterrenzaken La Rive en Vermeer.

### Erkenning
Zes maanden na de opening, in april 2018, verliet Jalhay het restaurant. Hij werd vervangen door Tim Golsteijn, die al werkzaam was in de brigade. Op 17 december 2018, bij de uitreiking van de Michelinsterren voor 2019, ontving Bougainville een Michelinster. De eetgelegenheid werd in 2024 onderscheiden met 15 van de 20 punten in de GaultMillau-gids. De Nederlandse gids Lekker heeft Bougainville ook in de top 100 staan van beste restaurants van Nederland, in de uitgave van 2024 stond de zaak op de 52ste plaats.

### Sommelier
De zogeheten wine director van het hotel en restaurant was van 2017 tot 2022 Lendl Mijnhijmer. Hij won verschillende prestigieuze prijzen, waaronder in 2016 de 'McNie Tasting Trophy', een prijs voor de beste wijnproever ter wereld. In januari 2023 verliet hij het restaurant.